# Guy Boucher
Pour les articles homonymes, voir Boucher.
Guy Boucher (né le 3 août 1971 à Notre-Dame-du-Lac au Québec) est un joueur canadien de hockey sur glace devenu entraîneur.

## Biographie
Avant de devenir entraîneur, il joue pour les Redmen de l'Université McGill entre 1991 et 1995 et y obtient un diplôme en histoire et une mineure en biologie environnementale, avant de faire une maîtrise en psychologie sportive.
Il entraîne les Voltigeurs de Drummondville dans la Ligue de hockey junior majeur du Québec pendant 3 saisons les menant à leur premier championnat en 28 ans d'existence. Il est également entraîneur-adjoint de l'équipe du junior Canada qui remporte deux championnats du monde.
Le 29 juin 2009, il est nommé entraîneur-chef des Bulldogs de Hamilton, club-école des Canadiens de Montréal dans la Ligue américaine de hockey. 
Le 10 juin 2010, il est nommé entraîneur-chef du Lightning de Tampa Bay dans la Ligue nationale de hockey pour un contrat de quatre ans. Il donne sa démission à la direction des Canadiens de Montréal de son poste d'entraîneur-chef des Bulldogs de Hamilton à la suite de cette nomination.
Pour sa première année comme entraineur dans la LNH, il conduit le Lightning vers une première participation aux séries depuis 2006-2007. L'équipe se rend en finale d'association pour la première fois depuis 2004, année où elle gagne la coupe Stanley, mais est éliminée par les Bruins de Boston en sept parties. 
Le 24 mars 2013, il est congédié par le Lightning.
Le 8 mai 2016, il est nommé entraîneur des Sénateurs d'Ottawa, à la suite du congédiement de Dave Cameron. Malgré les mauvais résultats d'Ottawa au cours de la saison 2017-2018, Guy Boucher est maintenu en poste le 1er mai 2018 mais il est finalement démis de ses fonctions le 1er mars 2019. Il est analyste à RDS de 2019jusqu'à l'été 2023 où il est engagé comme entraîneur-adjoint des Maple Leafs de Toronto le 20 juillet. Le 15 juin 2024, les Maple Leafs de Toronto annoncent que Boucher ne sera pas de retour pour la saison 2024-2025.  Le 27 novembre 2024, l'Omsk d'Avangard de la KHL annonce son embauche comme entraîneur-chef.

## Trophées et honneurs personnels
- LHJMQ
  - 2009 : vainqueur de la Coupe du président avec les Voltigeurs de Drummondville et récipiendaire du trophée Paul-Dumont
- LAH
  - 2010 : récipiendaire du trophée Louis-A.-R.-Pieri
- Coupe Spengler
  - 2015 : vainqueur avec l'équipe du Canada